# 仁科克基
仁科克基（日语：仁科 克基 / にしな まさき / Nishina Masaki，本名：仁科正树 日语： 旧姓：目黑 日语：，旧艺名：目黑正树→仁科克己 日语：，1982年9月2日—），日本演员，京都府京都市西京区出身，身高175cm，松竹娱乐公司所属。